# Jo sóc així
Jo sóc així (anglès: My Life Me; francès: Trois et moi) és una sèrie d'animació canadenca-francesa creada per JC Little, Cindy Filipenko i Svetlana Chmakova, codirigida per Mr. Niko. La sèrie és una comèdia de la vida quotidiana que segueix la Birch Small, una otaku adolescent amb aspiracions de ser dibuixant, que mira de sobreviure a l'institut amb els seus amics. La sèrie és notable per la seva iconografia de manga com les gotes de suor, les bafarades i els chibis.
La sèrie es va emetre per primera vegada en francès a Télétoon el 2 de setembre de 2010. Es va emetre al canal Teletoon en llengua anglesa del 5 de setembre de 2011 al 30 de setembre de 2011. Es va estrenar doblada al català al Canal Super3 el 3 d'abril de 2010.
Va rebre crítiques generalment negatives pel seu estil artístic, guió, humor i caracteritzacions febles. La sèrie va ser cancel·lada en silenci després de la seva primera temporada.

## Premissa
Diuen que dos són companyia i que tres són multitud, però el que no sabíem era que quatre pot arribar a ser el nombre ideal! La Birch arriba de l'altra punta del país i li toca integrar-se en una escola, una societat i una manera de fer que li vénen de nou. En Raffi, la Sandra i en Liam seran els seus còmplices, i junts es donaran cops de cap per començar a descobrir qui són i com van canviant. L'adolescència és això... i moltes coses més! La necessitat de cridar l'atenció, els conflictes de l'edat, les emocions dutes a l'extrem, les relacions humanes i els enrenous més còmics que et puguis imaginar ens acosten, tot fent-nos un tip de riure, a la increïble Birch! I és que ella... és així!

## Personatges
Birch Small
Veu: Sarah Camacho (anglès), Lara Ullod (català)
Dibuixant i otaku de 13 anys. Es demostra que està molt familiaritzada amb gairebé qualsevol cosa relacionada amb l'art, fins i tot sap diversos noms d'artistes històrics. La Birch està enamorada del Raffi, i això fa que ella miri d'impressionar-lo constantment, sovint fent coses absurdes, com fer-se vegetariana simplement perquè el Raffi comença a qüestionar-se el menjar ràpid i la carn. També està molt interessada pel manga japonès i se la veu dibuixant còmics amb un estil semblant.
Liam Coll
Veu: Mark Hauser (anglès), Pep Papell (català)
Té 14 anys i és cosí de la Birch. Se sap molt poc sobre el Liam, a part que és molt amic de la Birch, ja que sovint va a casa seva per una raó o una altra. El seu tarannà ximple i ignorant sovint causa problemes, fins i tot fa un "duel" amb un altre noi a l'escola sense voler; no obstant això, té habilitats i talents propis que ajuden el grup molts cops en les pitjors de les situacions. En Liam també té dificultats amb la seva identitat, ja que no troba el que vol ser o una cosa per definir-se, i a molts episodis practica una nova afició o interès. Igual que la Birch, al Liam li agrada molt el manga i contribueix amb la trama i el guió dels còmics de la Birch.
Sandra le Blanc
Veu: Stéfanie Buxton (anglès), Iris Lago (català)
Un skater de 14 anys. És maleducada i es comporta com un noi. Molts cops per entretenir-se genera malestar i situacions vergonyoses, i fa que tots s'emprenyin els uns amb els altres, fins i tot els del grup. Sempre nega que hagi tingut un passat friqui, arribant a fer la guitza i riure dels seus amics quan tenen comportaments friquis.
Raffi Rodriguez
Veu: Justin Bradley (anglès), Àlex de Porrata (català)
És l'interès amorós de Birch. És un estudiant superpopular a l'escola, i això fa que sovint l'elegeixin per als actes escolars i de recaptació de fons. Sempre rep l'atenció de les noies, causant molta enveja als altres estudiants, com el Liam. Té 14 anys, sovint es preocupa pel seu aspecte, i a vegades sembla que sigui la seva única preocupació. S'ha demostrat que es preocupa d'allò més per la Birch, i en algunes escenes es veu que també n'està enamorat.

## Producció
Jo sóc així va rebre un acord de desenvolupament el 2006 de Teletoon. La sèrie va ser una coproducció entre companyies canadenques i franceses. Els episodis es van animar amb ToonBoom Harmony, i l'animació es va repartir episòdicament entre Toutenkartoon a Mont-real, Quebec, Canadà, i Caribara a Angulema, França. Els fons es van crear en Maya, després s'hi va aplicar cel-shading, es van renderitzar i es van importar a Harmony. Els animadors van fer un híbrid de dibuix digital i dibuix a mà per aconseguir més la fluïdesa en l'animació.
Animada digitalment, es va homenatjar l'estètica del manga "utilitzant diversos codis i llenguatges dels còmics com ara elegants panells de còmics en blanc i negre que es van deixar darrere dels personatges per expressar els seus sentiments reprimits a la pantalla". Fins i tot abans que comencés la producció, s'havia previst que Jo sóc així es "desenvolupés com una marca d'estil de vida, hi haurà un programa de llicències i comercialització per donar suport a la marca amb un fort èmfasi en l'edició, accessoris, regals, papereria, roba, així com un fort component virtual" amb un lloc web totalment interactiu actualment en producció". L'estrena original de la sèrie, els curts i el lloc web havia de ser a la tardor de 2009.
Jo sóc així va estar "al capdavant de l'oferta del grup de coproducció alemany TV-Loonland AG als mercats de televisió de la tardor de 2009". A començaments de 2010, TV-Loonland es va declarar en fallida/insolvència i se'n van vendre els actius. Jo sóc així, en aquell moment encara en producció, era una d'aquestes propietats. La sèrie va ser adquirida per Classic Media al febrer. Classic Media va prendre el control de totes les iteracions multimèdia de la propietat, incloent-hi el lloc web "altament interactiu" previst. "A part de la sèrie de televisió, cinquanta-dos episodis d'onze minuts, se sap que la propietat inclou videoclips musicals i més per a la distribució mòbil, en línia i de vídeo sota demanda".
La sèrie actualment és propietat de DreamWorks Animation, a causa de la compra de Classic Media el 2012.

## Nominacions
Jo sóc així va ser nominada a un Kidscreen Award 2010. El lloc web MyLifeME.com va ser nominat a Millor interactiu per a infants als Premis Canadà New Media el 2010. La sèrie va ser nominada a dos premis Gemini el 2011; a Internet i nous mitjans: Millor web per a un programa o sèrie: Joventut, i en televisió: millor sèrie d'animació.